# 1355 в Україні

## Події
- Польща і Литва уклали мирну угоду, яка закріпила розподіл Русі.
- Литовський князь Ольгерд почав завоювання Чернігівського князівства.

## Засновані, зведені
- Вінниця
- Давидів